# The Marriage Bond (film 1916)
The Marriage Bond è un film muto del 1916 diretto da Lawrence Marston considerato perduto. La sceneggiatura di Adrian Johnson si basa sul lavoro teatrale di Rida Johnson Young. Prodotto dalla Mirror Films, aveva come interpreti Nat C. Goodwin, Margaret Greene, Raymond Bloomer. Nel ruolo del figlio, Loel Steuart, fratello di altri due noti attori bambini, Maurice e Eldean Steuart.

## Trama
Jane Wilton rompe il suo fidanzamento con Herbert Temple per sposare il ricco John Harwood che le può offrire tranquillità finanziaria e la possibilità di salvare suo padre dalla rovina. Dal matrimonio nasce un bambino ma poi Jane ritorna a frequentare Herbert anche se ora lui ha una nuova fidanzata, Hope Galt. Una sera, mentre Jane sta cenando con Herbert, il servitore di Harwood ascolta la conversazione tra i due e sente Jane speculare su quello che potrebbe accadere se lei, improvvisamente, diventasse vedova. Quella notte, qualcuno spara a Harwood che resta ferito. Dell'accaduto viene incolpato e arrestato Herbert, accusato con prove circostanziali. Harwood, consapevole che la moglie è ancora innamorata di lui, sposa immediatamente la tesi della polizia, diventando un implacabile accusatore di Herbert e ignorando le sconvolte proteste di Jane. Poi, però, davanti al fatto che il figlio ha un grande bisogno della madre, cambia inaspettatamente la versione dei fatti e, in tribunale, dichiara che il suo feritore era stato il domestico. Ristabilita la verità, Herbert, scagionato dalle accuse, si riunisce con Hope, la fidanzata, mentre Harwood, ancora innamorato della moglie, per amore del figlio si riconcilia con Jane.

## Produzione
Il film fu prodotto dalla Mirror Films.

## Distribuzione
Distribuito dalla Unity Sales Corp., il film uscì nelle sale statunitensi il 3 luglio 1916. Il copyright del film, richiesto da Clarence Weller, fu registrato il 21 agosto 1916 con il numero LU9031.
Non si conoscono copie ancora esistenti della pellicola che viene considerata presumibilmente perduta.